# Round Lake (Illinois)
Round Lake – wieś w Stanach Zjednoczonych, w stanie Illinois, w hrabstwie Lake.